# Brigitte Girardin
Pour les articles homonymes, voir Girardin.
Ne doit pas être confondue avec Annick Girardin, ministre des Outre-mer des gouvernements Édouard Philippe.
Brigitte Girardin, née le 12 janvier 1953 à Verdun (Meuse), est une femme politique et diplomate française.

## Biographie

### Enfance et formation
Après des études au lycée Marguerite-de-Verdun, elle poursuit son cursus à l'université Panthéon-Sorbonne, où elle obtient une licence de droit.
Elle sort diplômée de l'Institut d'études politiques de Paris (1974, voie relations internationales).

### Carrière
Elle est directrice adjointe du cabinet du ministre des DOM-TOM Dominique Perben de 1993 à 1995. Auprès de son successeur Jean-Jacques de Peretti, entre 1995 et 1997, elle est conseillère puis directrice de cabinet.
De 1998 à 2000, elle est administratrice supérieure des Terres australes et antarctiques françaises (TAAF), avant de devenir conseillère technique Outre-mer à l'Élysée entre 2000 et 2002.
Le 7 mai 2002, elle rejoint le gouvernement Raffarin I en tant que ministre de l’Outre-mer. Entre 2005 et 2007, elle est ministre déléguée à la Coopération, au Développement et à la Francophonie dans le gouvernement de Dominique de Villepin.
Au Quai d'Orsay depuis 2007, elle est nommée conseillère maître à la Cour des comptes sous le mandat de François Hollande,.
Soutien de Dominique de Villepin, elle est secrétaire générale de son parti République solidaire entre 2010 et 2011.

### Famille
Elle est mariée et mère de deux enfants.

## Prises de positions

### Élection présidentielle
Le 17 avril 2012, elle annonce qu'elle votera pour François Hollande dès le premier tour de l'élection présidentielle.

### Préfet maritime aux Antilles
Elle déclare en 2024 :
C'est catastrophique. On a trois préfet maritime pour 3 % de la zone économique en métropole et on n'a aucun préfet maritime sur 97 % de la zone économique. Je donne un exemple quand il y a eu le cyclone Irma, le préfet de Martinique m'a expliqué qu'il était sur le papier en charge de l'organisation de l'État en mer, que c'est lui qui devait aller prendre des arrêtés pour interdire la mer territoriale au large de la Guadeloupe pour permettre l'acheminement des secours. Pour Saint-Martin, le préfet de la Guadeloupe, lui, n'avait aucune compétence en la matière. Tout ça n'a aucun sens. Et les préfets Outre-mer, je vous assure qu'ils sont suffisamment occupés avec tous les problèmes qu'il y a sur terre pour s'occuper de ce qui se passe en mer, où ils n'ont pas de compétence particulière et où les préfets maritimes, ce sont des gens qui ont la compétence nécessaire. Commençons par avoir une administration efficace avec des fonctionnaires qui soient spécialisés. Et là, je pense qu'on pourra anticiper tous les problèmes d'adaptation.

## Distinctions
- Officière de la Légion d'honneur (2021)[10].